# Pemons
Els pemon són indígenes sud-americans que habiten la zona sud-est de l'estat de Bolívar, Veneçuela, pròxims a la frontera amb Guyana i Brasil. Són els habitants comuns en la Gran Sabana i tot el parc nacional Canaima.

## Població

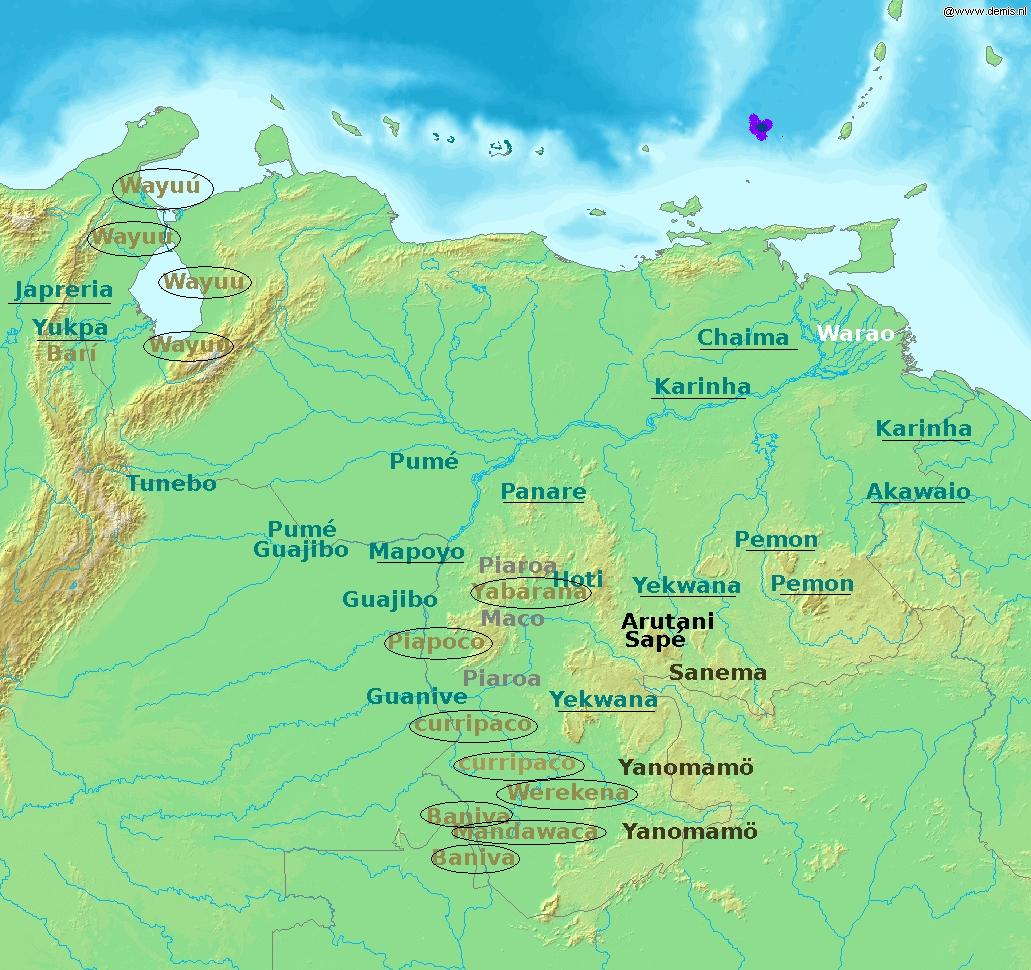
Ubicació de l'ètnia Pemón amb relació a altres ètnies indígenes veneçolanes

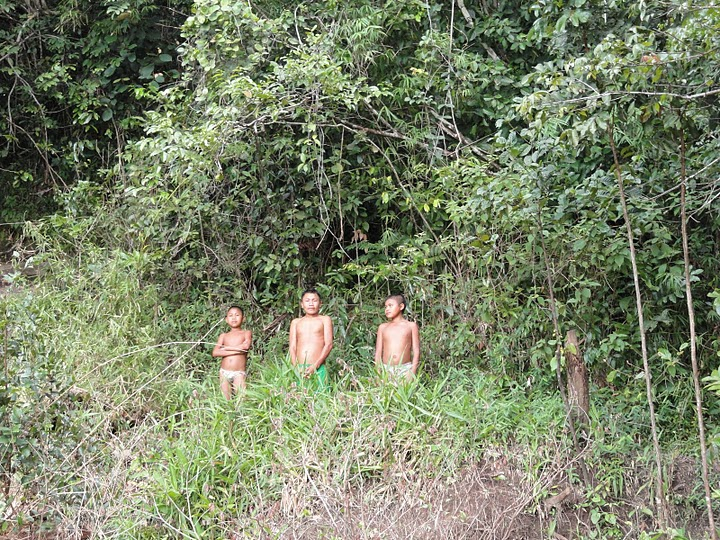
Tres nens pemons.

Es calcula que hi ha uns 36.000 pemons a Veneçuela (Estat Bolívar, Guaiana Essequiba), Guyana i Brasil. Es diferencien tres grups principals:
- Taurepan: a la frontera entre Veneçuela i el Brasil
- Arekuna: cap al Nord-oest del Roraima i a la vall de Kavanayén[2][3][5]
- Kamarakoto: a l'oest del riu Karuay, Caroní, la Paragua i a la vall de Kamarata.[3]

## Idioma
Els pemons perlen el pemon, de la família carib. Hi ha dos dialectes principals del pemón: el taurepán i el arecuna.

### Classificació

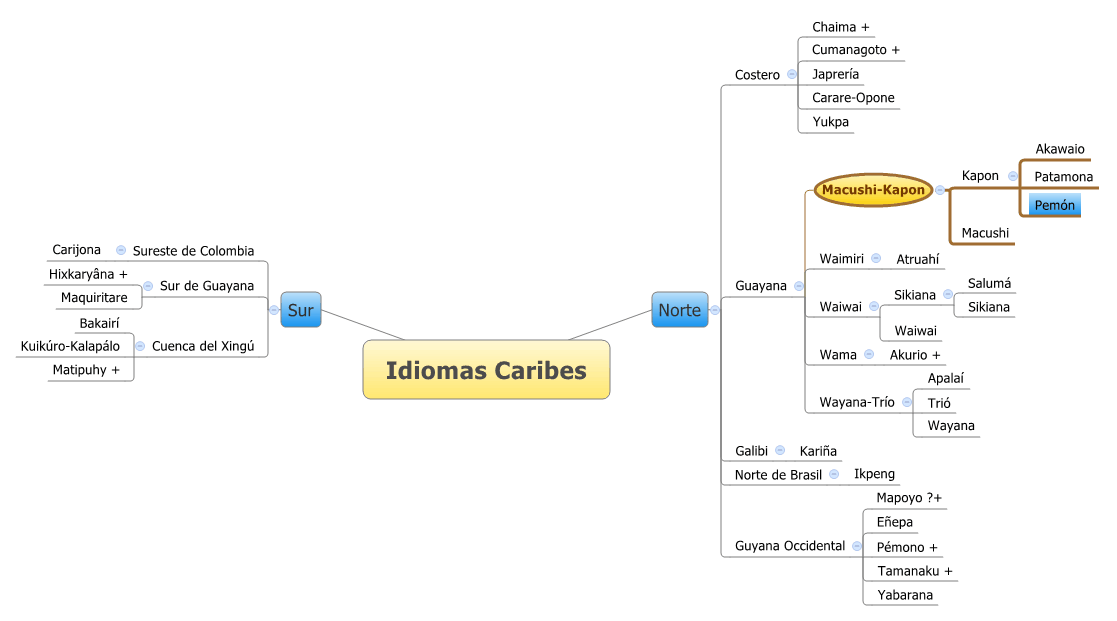
Idioma pemon entre els idiomes carib.

El pemón és part de la família Carib, de la branca guayanesa, sub-branca Kapón. Està emparentat pròximament amb l'akawaio, el macuxi i el patamona i en menor grau amb idiomes com ara el yekuana.
És l'idioma Carib amb més parlants. Es parla en els municipis Sifontes i Gran Sabana de l'estat Bolívar de Veneçuela, en Guyana i en Roraima, el Brasil. El macuxi, parlat al Brasil, és a vegades considerat com un dialecte del pemón. La Gran Sabana és el lloc amb el major nombre de parlants de la llengua pemona. Té els següents dialectes:
- arekuna: dialecte de la zona nord i centre, parlat per un 45% de la població pemón.
- kamarakoto: dialecte de Kamarata i Urimán, a la zona nord-occidental, en el Baix Caroní i Baix Paragua.[7]
- taurepán: dialecte del sud.

Aquests dialectes es diferencien a nivell fonètic, gramatical i lexical.

## Mites
Els pemons tenen una tradició mitològica molt rica que continua fins al dia d'avui, malgrat la conversió de molts pemones al catolicisme o al protestantisme.
La primera persona que va estudiar de manera seriosa els mites i el llenguatge pemones va ser l'etnòleg Theodor Koch-Grünberg, qui va visitar Roraima en 1912. Alguns dels mites més importants dels pemons descriuen els orígens del Sol i de la Lluna, la creació dels tepuys (Muntanya Rorarima o Dodoima en pemón) i les activitats de l'heroi creador Makunaima i els seus germans.
Per a ells, tots descendim de Pia (Pia-to-daktai), que és el principi, el tronc en sentit físic i espiritual. Tot ser té un Pia o Itepotoru: el principi, o el pare. Per a ells, tant el nostre cos com el nostre esperit descendeixen de la mateixa família que els cossos i esperits dels rius, les muntanyes, etc. (Animisme).
Abans, amb Pia to daktai, es vivia en completa harmonia, però després de la intoducción del mal, va ocórrer la ruptura i ara es viu en conflicte. Per aquesta raó els humans vam haver d'aprendre fórmules i normes (Tarén) per a establir una relació dins del mal (Imoronek) i poder tornar a l'harmonia. Aquest Tarén o saviesa abastava tot, des de la cultura fins a la medicina, i eren els esperits de la naturalesa els que transmetien el tarén necessari per a aprendre a curar malalties. Aquests li ho comunicaven als avis, i aquests li ho comunicaven a la seva descendència.
A més del culte al sol, a la lluna, la pluja, els animals i a la iuca, estaven relacionats amb alguns esperits, com:
- Tuwenkaron: (sirena) Un personatge que viu en aigües, rius i fetes fallida. Són persones petites, que es manifesten principalment sota la figura d'una dona bella de llarga cabellera. Cuiden a la naturalesa dels profanadors del mitjà on viuen i el protegeix gelosament. Veure-la provoca malalties i/o desmai. Tenen una variació, que són les Llaura sari, les quals viuen en pous profunds, salts i llacunes.
- Uru:pere: És una colobra gegantesca amb diverses llengües de foc i llança fum. Apareix sota la forma de fortes ventarrones, voltaneras, en forma de pluges, focs i llampecs.
- Amayiko: És un esperit capaç de manifestar-se amb la forma de qualsevol animal o persona, però sempre de baixa alçada. No qualsevol persona ho pot sentir, però veure-ho també provoca fortes malalties, que poden ser combatudes gràcies al Tarén.
- Amawariwa: Espirítus mares que produeixen convulsions. Es troben a les muntanyes i poden enamorar a joves de tots dos sexes.
- Imawari: versió masculina del Amawariwa, capaç d'enamorar a joves. És un esperit que viu en selves, rius i muntanyes. En enutjar-se es converteix en forts vents i pluges ventiadas.
- Okoyimu: És la serp arc de Sant Martí.

## La iuca i el kachiri

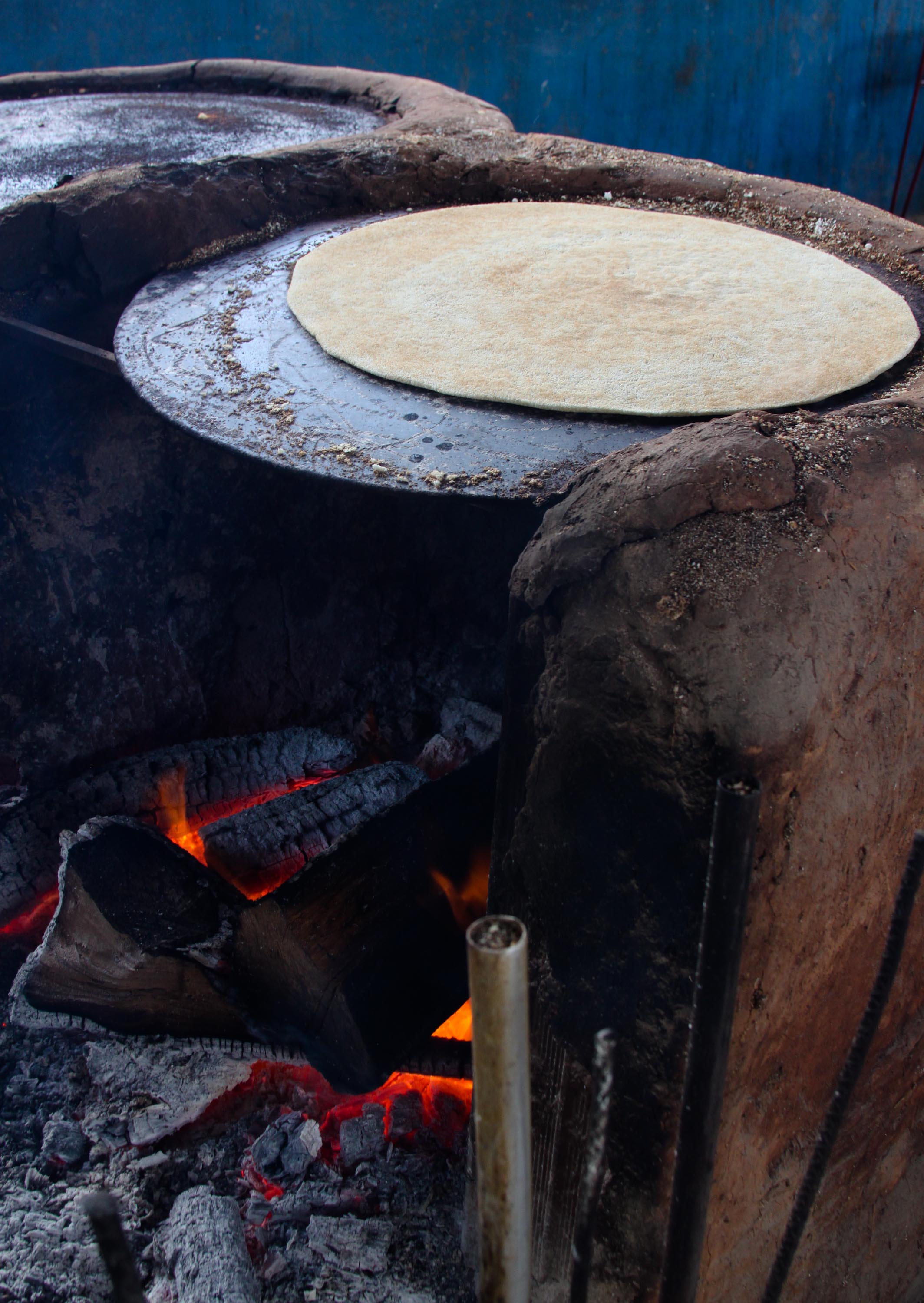
Elaboració de casabe, Poblado La Negra, Veneçuela.

Els pemons basen gran part de la seva dieta en aliments a base de iuca que és del poc que es dona en aquestes terres àcides de la Gran Sabana, on l'agricultura no és una tasca fàcil. Ells cullen tant la iuca amarga com la dolç. De la iuca obtenen el casabe i midó a més del kachiri. El kachiri és una beguda forta amb alt grau alcohòlic, que és usada amb diversos fins entre els pemons. S'obté de bullir la farina de iuca i deixar-la fermentar. També cullen nyam, moniato, blat de moro, arròs i plàtans entre d'altres.